# 알아즈하르 모스크
알아즈하르 모스크(아랍어: الجامع الأزهر, "가장 빛나는 사원")는 이집트 카이로에 위치한 이슬람교의 모스크이다. 970년 파티마 왕조의 칼리프인 무이즈가 건설을 지시했으며 972년에 준공되었다. 카이로에 설립된 최초의 모스크였으며 이후에 "천 개의 미나레트의 도시"라는 별명을 얻었다.
989년 35명의 울라마들이 고용된 이래 이슬람 세계에서 수니파 신학과 샤리아(이슬람교의 율법) 연구를 위한 가장 중요한 기관이 되었다. 1952년 이집트 혁명 이후에 모스크 학교의 일환으로 사원 내에 있던 대학은 국유화되었으며, 1961년 독립 대학으로 지정되었다. 오늘날 알아즈하르는 수니파 이슬람 세계에서 매우 존경받는 영향력 있는 기관과 이집트의 이슬람교의 상징으로 남아있다.